# Bức xạ neutron
Bức xạ neutron là một dạng bức xạ ion hóa do các neutron tự do gây ra. Vì neutron trung hòa về điện nên không có tương tác điện với điện tích trong hạt nhân nguyên tử và các electron. Do đó bức xạ neutron xuyên qua vật chất tương đối dễ dàng. Hiệu ứng ion hóa phát sinh một cách gián tiếp, chủ yếu thông qua va chạm với các hạt nhân nguyên tử nhẹ hoặc các thành phần của chúng (ví dụ như proton), do đó có hiệu ứng ion hóa. Những va chạm như vậy làm cho các neutron có năng lượng giảm và chậm dần.
Nguồn neutron tự do trên mặt đất chủ yếu là từ phân hạch hạt nhân hoặc phản ứng tổng hợp hạt nhân. Các neutron tự do không ổn định, phân rã thành một proton và một electron cùng với một phản electron neutrino với thời gian tồn tại trung bình là 887 giây (14'47"). Tuy nhiên chỉ trong chân không cao của vũ trụ neutron tự do mới có "cơ hội" để trải qua phản ứng phân rã. Trong môi trường vật chất neutron bị hạt nhân của nguyên tử khác bắt giữ, tạo thành các đồng vị mới.

## Các nguồn neutron
Trong thực tiễn có hai loại nguồn neutron: Nguồn từ các phản ứng hạt nhân và các tia vũ trụ. Các phản ứng hạt nhân có phản ứng tổng hợp hạt nhân, phân hạch hạt nhân, phân rã phóng xạ, và tương tác hạt trong máy gia tốc hạt. Các nguồn neutron lớn rất hiếm và thường chỉ có ở các thiết bị có kích thước lớn như lò phản ứng hạt nhân hoặc máy gia tốc hạt, bao gồm cả Nguồn Neutron Spallation.
Bức xạ neutron được phát hiện từ việc quan sát một hạt alpha va chạm với một hạt nhân beryli, trở thành một hạt nhân carbon trong khi phát ra một neutron, Be(α, n)C. Sự kết hợp của một chất phát hạt alpha và một đồng vị có xác suất phản ứng hạt nhân lớn (α, n) hiện dùng làm nguồn neutron thông dụng.

## Bom neutron

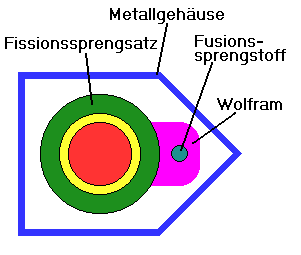
Cấu tạo bom neutron. Metallgehäuse: vỏ kim loại; Fusionssprengstoff: thuốc nổ nhiệt hạch; Fissionssprengsatz: Buồng nổ phân hạch.

Bom neutron là một mẫu bom nhiệt hạch ra đời vào giữa thời kỳ Chiến tranh lạnh. Bom neutron khác với các loại vũ khí hạt nhân "cổ điển", bom nguyên tử và bom khinh khí, được thiết kế để tối đa hóa bức xạ neutron gây chết người trong vùng lân cận vụ nổ đồng thời giảm thiểu sức mạnh vật lý của chính vụ nổ. Khoảng 40% năng lượng vụ nổ được phát xạ neutron ở mức năng lượng trung bình 14 MeV, cùng với tia gamma năng lượng 1 - 2 MeV. Liều chiếu cao với khả năng đâm xuyên neutron lớn tiêu diệt tất cả các sinh vật dù ẩn nấp sau các lớp bọc thép hay khối beton dày. Vì thế còn được gọi là "vũ khí bức xạ tăng cường" (ERW, enhanced radiation weapon).
Bom neutron thường có sức công phá chỉ vào khoảng 1 kiloton TNT, nhỏ hơn 20 lần sức công phá của quả bom bằng Uranium 235 ném xuống Hiroshima, và kém khoảng 1000 lần những quả bom khinh khí lớn (megaton). Sóng xung kích và bức xạ nhiệt phát sinh từ vụ nổ của một quả bom neutron yếu hơn 10 lần so với trong một vụ nổ trên không của một quả bom nguyên tử kiểu "Hiroshima". Một vụ nổ bom neutron ở độ cao 100 m so với mặt đất sẽ chỉ gây ra sự hủy diệt cơ học trong bán kính 200–300 m. Tuy nhiên bức xạ neutron nhanh của nó, với mật độ thông lượng neutron cao gấp 14 lần so với vụ nổ bom hạt nhân "cổ điển", có tác dụng hủy diệt, giết chết tất cả sinh vật sống trong bán kính 2,5 km.
Vì bức xạ neutron tạo ra đồng vị phóng xạ tồn tại trong thời gian ngắn, nên người ta có thể "an toàn" tiếp cận tâm chấn của vụ nổ bom neutron, theo những người tạo ra nó, chỉ sau khoảng 12 giờ. Để so sánh, chúng ta hãy chỉ ra rằng bom khinh khí làm ô nhiễm một vùng lãnh thổ có bán kính khoảng 7 km bằng các chất phóng xạ trong một thời gian dài hàng chục năm.
Tại Hoa Kỳ mẫu bom neutron được Samuel T. Cohen thuộc Phòng thí nghiệm quốc gia Lawrence Livermore đề xuất  năm 1958, hoàn thiện năm 1961, đưa vào biên chế quân sự hồi 1970, và có khoảng 700 quả vào năm 1981. Pháp thử nghiệm ở đảo san hô Mururoa (Nam Thái Bình Dương) năm 1980. Các nước Liên Xô cũ, Trung Quốc , Ấn Độ,... đều nghiên cứu thành công, nhưng không lập kho bom neutron của mình.
Với trọng lượng nhỏ bom neutron có thể thả từ máy bay hoặc bắn bằng tên lửa. Nó được châm biếm coi rằng đó là "một vũ khí giết người hàng loạt nhân đạo", đảm bảo người chết thì được toàn thây, còn các công trình và của cải vật chất thì nguyên vẹn dành cho bên thắng cuộc.